# 傅學易
傅學易（1519年—1577年），字汝時，號肖巖，山東東昌府聊城县軍籍，明朝學者。

## 生平
傅學易博覽群書，過目成誦。治《诗经》，嘉靖四十年（1561年）舉辛酉科山東鄉試第六十名。未出仕，在家授徒，門生甚眾。卒年五十九。

## 家族
曾祖傅寬，壽官。祖傅璋，教谕。父傅相，米脂縣知縣。母程氏，继母张氏。慈侍下。長子傅光宅，丁丑進士，吳縣知縣，娶耿氏，儒官耿濂女；继吕氏，平山卫指挥吕在桐女；常氏，都给事中常序孙女、庠生常亿春女；次子傅光启，聘庠生郑铭女；三子傅光熙，聘平山卫指挥袁昕女；四子傅光和，聘进士知县张第女。女四：一适工部郎中王嘉祥子庠生王一鹏；一适庠生陈沂子举人陈节亨；一适蔚州知州马斯作子尔骥。

## 引用
- 丁懋儒撰《傅學易墓志铭》

1. ↑  （明）张朝瑞. . 《续修四库全书》史部第828册.
2. ↑  鲁小俊，江俊伟著. . 武汉：武汉大学出版社. 2009. ISBN 978-7-307-07043-1.
3. ↑  《山東辛酉科同年齒録》
4. ↑  《聊城人物大辞典》
5. ↑  龚延明主编. . 宁波: 宁波出版社. 2016. ISBN 978-7-5526-2320-8. 《天一閣藏明代科舉錄選刊.鄉試錄》

- 《山东通志》